# Pygmaeconus papalis
Pygmaeconus papalis é uma espécie de gastrópode do gênero Pygmaeconus, pertencente a família Conidae.